# 美国特索罗石油公司
Andeavor石油，前稱特索罗石油公司（Tesoro Corporation），公司综合石油勘探，天然气勘探，炼油业务区，仓储，销售石油和零售。
2016年8月，美國特索羅石油公司以64億元收購Western Refining，包括承擔17亿美元的债务，及6.05亿美元收购Western Refining Logistics LP的少数权益
2017年8月公司更名为Andeavor。
2018年4月30日馬拉松石油以230億美元的股份和現金收購競爭對手Andeavor前稱美國特索羅石油公司，合併後的公司將成為全球最大煉油商之一。